# 2-я Моква
2-я Моква́ — деревня в Курском районе Курской области России. Входит в Моковский сельсовет.

## География
Деревня находится на реке Сейм (левый приток Десны) и её притоке Моква, в 84 км от российско-украинской границы, в 3 км к западу от Курска, немного южнее деревни 1-я Моква.
Улицы
В деревне улицы: Звёздная, Каштановая, Лазурная, Мостовая, Пионерская, Радужная, Речная, Ясеневая и Ясная.
Климат
2-я Моква, как и весь район, расположена в поясе умеренно континентального климата с тёплым летом и относительно тёплой зимой (Dfb в классификации Кёппена).
Часовой пояс
Деревня 2-я Моква, как и вся Курская область, находится в часовой зоне МСК (московское время). Смещение применяемого времени относительно UTC составляет +3:00.

## История
История её связана с именем А. А. Нелидова, который после отмены крепостного права перенёс несколько десятков домов на песчаные неплодородные почвы. Деревня получила название Кукуевка.
Своё современное название она получила уже в XX веке, но местное население продолжает использовать и старое. Во многих источниках также встречается название Нижняя Моква.

## Население
| 2002 | 2010 |
| ---- | ---- |
| 303  | ↗310 |

## Инфраструктура
Личное подсобное хозяйство. В деревне 112 домов.

## Транспорт
2-я Моква находится на автодорогe федерального значения М2 «Крым» (часть европейского маршрута E 105), в 5 км от ближайшей ж/д станции Рышково (линия Льгов I — Курск).
В 121 км от аэропорта имени В. Г. Шухова (недалеко от Белгорода).